# Rhynchonema brevituba
Rhynchonema brevituba är en rundmaskart. Rhynchonema brevituba ingår i släktet Rhynchonema och familjen Monhysteridae. Inga underarter finns listade i Catalogue of Life.